# Presentazione di Gesù al Tempio (Giotto)
La Presentazione di Gesù al Tempio è un affresco (200x185 cm) di Giotto, databile al 1303-1305 circa e facente parte del ciclo della Cappella degli Scrovegni a Padova. È compresa nelle Storie di Gesù del registro centrale superiore, nella parete destra guardando verso l'altare.

## Descrizione e stile
Il Tempio di Gerusalemme è evocato dal ciborio con colonnine tortili che compare anche nelle scene della Cacciata di Gioacchino e della Presentazione di Maria al Tempio. Secondo la tradizione ebraica dopo la nascita di un figlio le donne dovevano presentarsi al tempio per fare dei bagni rituali di purificazione. In ambito cristiano la scena è vista come una sorta di rito di accettazione del bambino nella comunità, spesso associato al rito della circoncisione, che era accompagnato dall'offerta di due colombe, come infatti porta Giuseppe in un cesto. Gesù è affidato a Simeone, il sacerdote con l'aureola, figura di forte intensità espressiva. Una donna si trova vicino Giuseppe, semplice spettatrice, mentre dall'altro lato fa la sua comparsa la Profetessa Anna, con tanto di cartiglio, che è scossa dalla sua profezia che riconosce il Bambino nel "redentore di Gerusalemme". Un angelo, impugnante una verga dorata col trifoglio in cima, simbolo della Trinità, compare poi in cielo a testimoniare la sovrannaturalità dell'evento. 
Delicate sono le tonalità dei colori, che spiccano sull'azzurro del cielo (in questo caso un po' danneggiato), armonizzandosi con le altre scene della cappella.

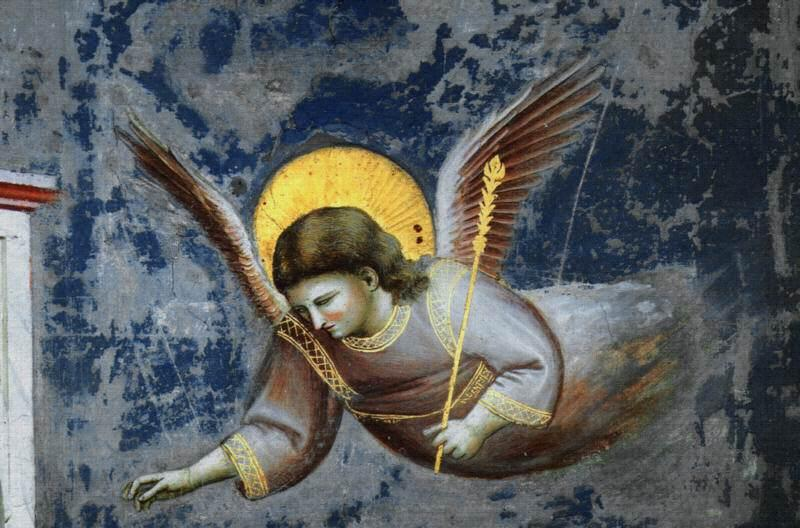
Dettaglio
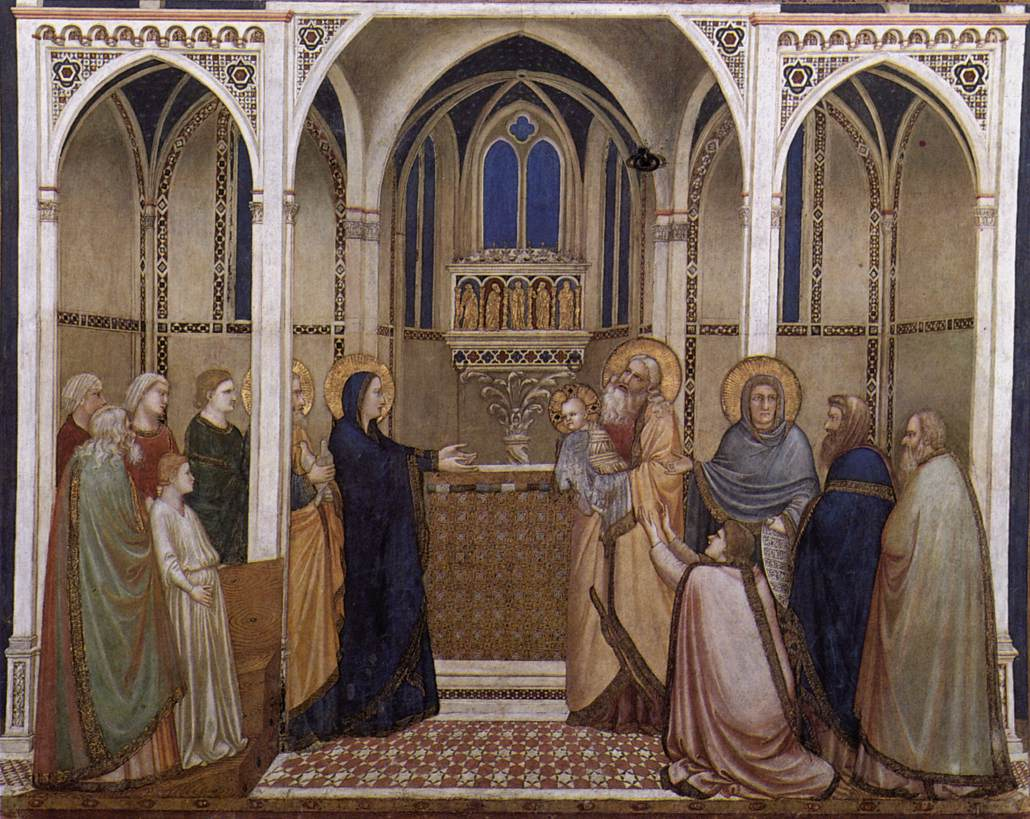
La Presentazione di Gesù al Tempio di Giotto e bottega nel transetto destro della basilica inferiore di Assisi
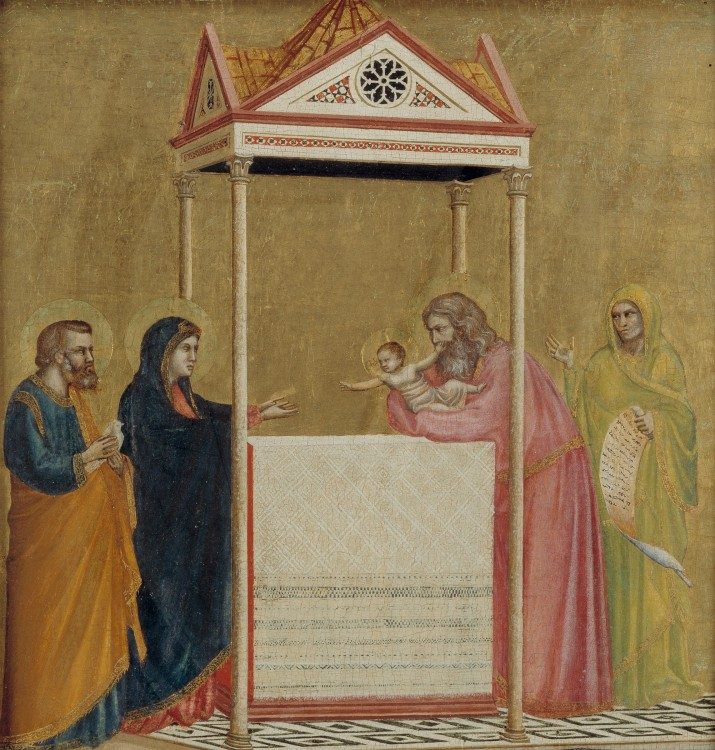
Presentazione di Gesù al Tempio nell'Isabella Stewart Gardner Museum di Boston (1320-1325 circa)